# Acer rufinerve
Acer rufinerve là một loài thực vật có hoa trong họ Bồ hòn. Loài này được Siebold & Zucc. mô tả khoa học đầu tiên năm 1845.

## Hình ảnh

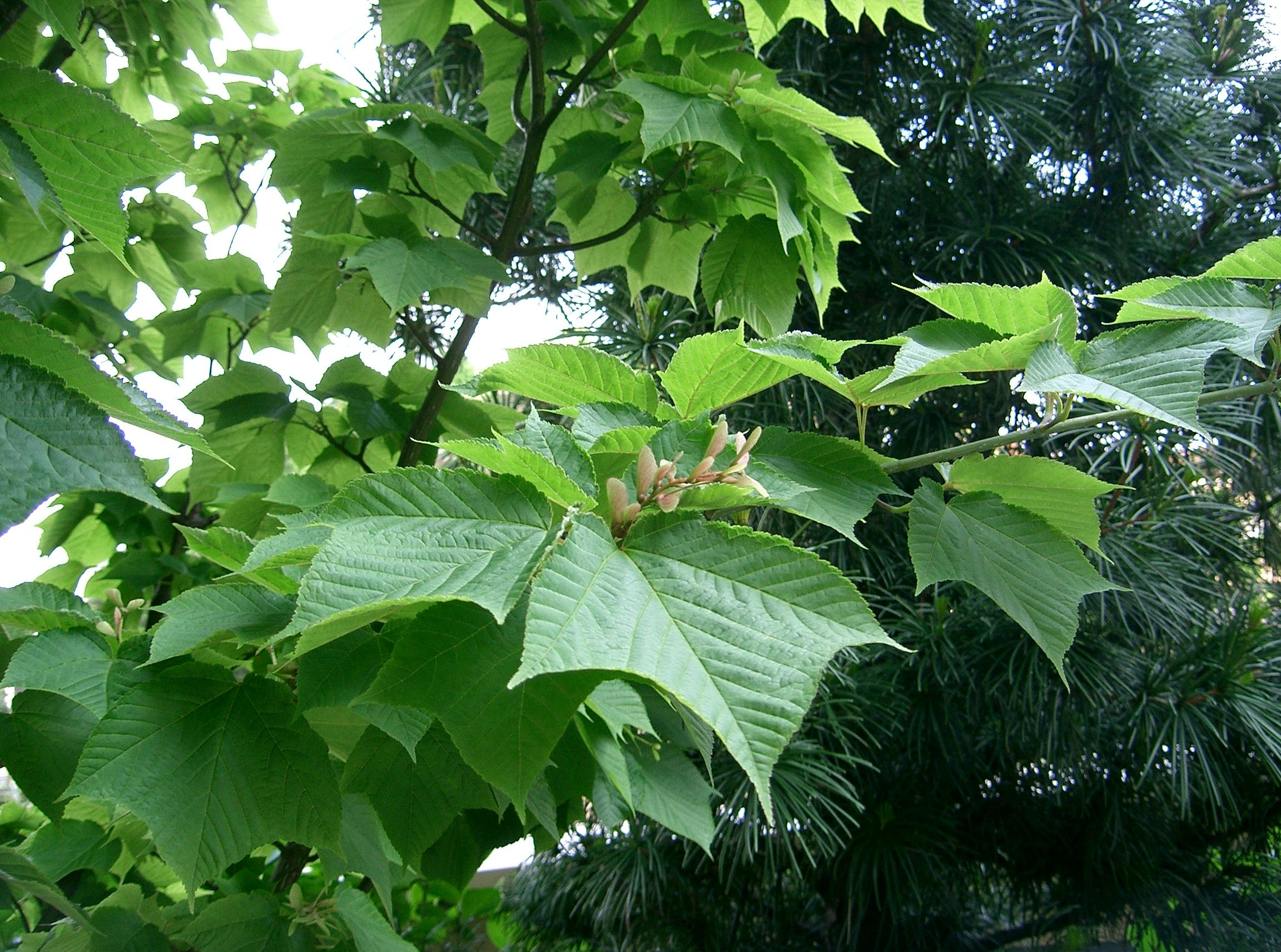
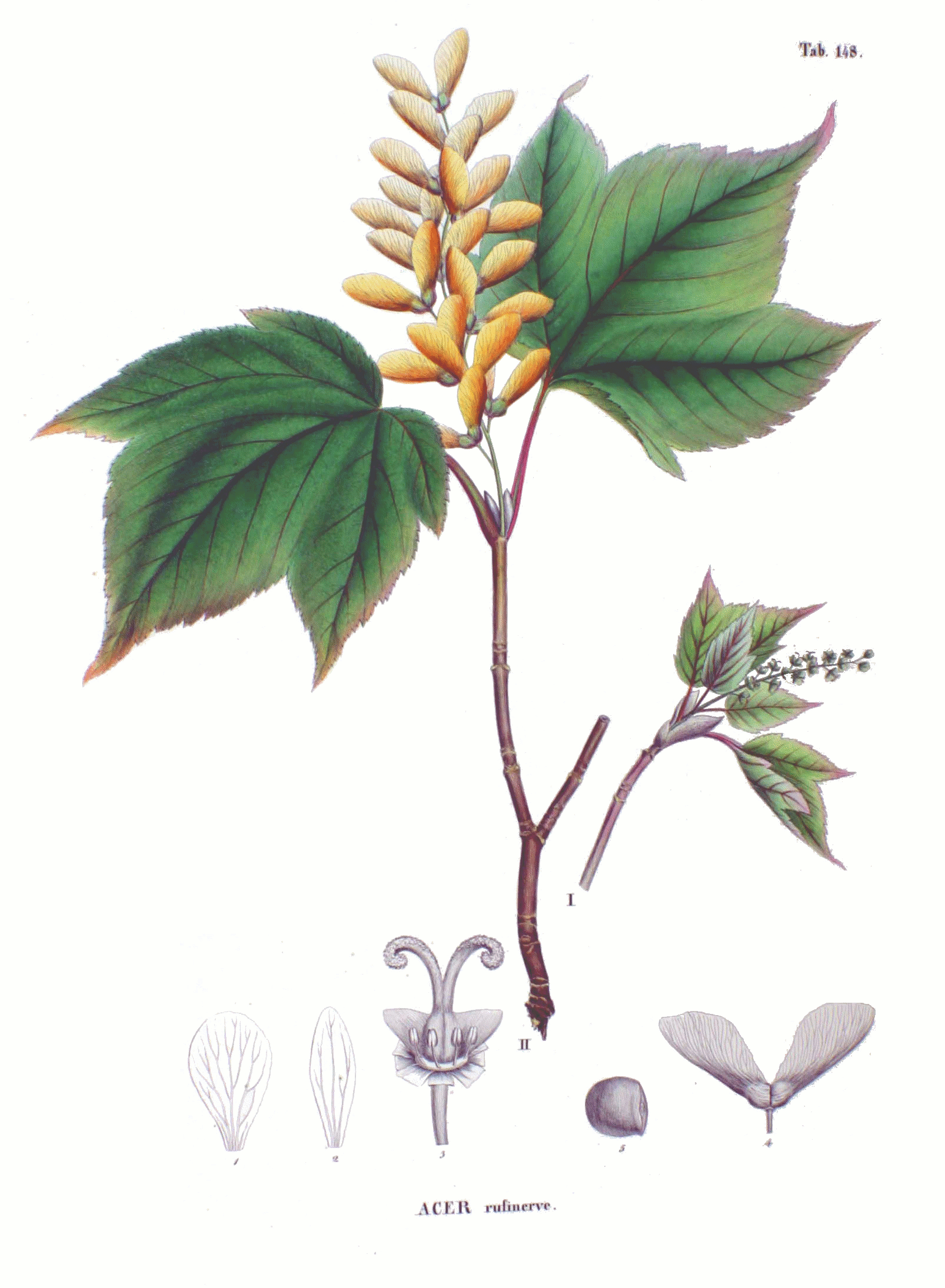
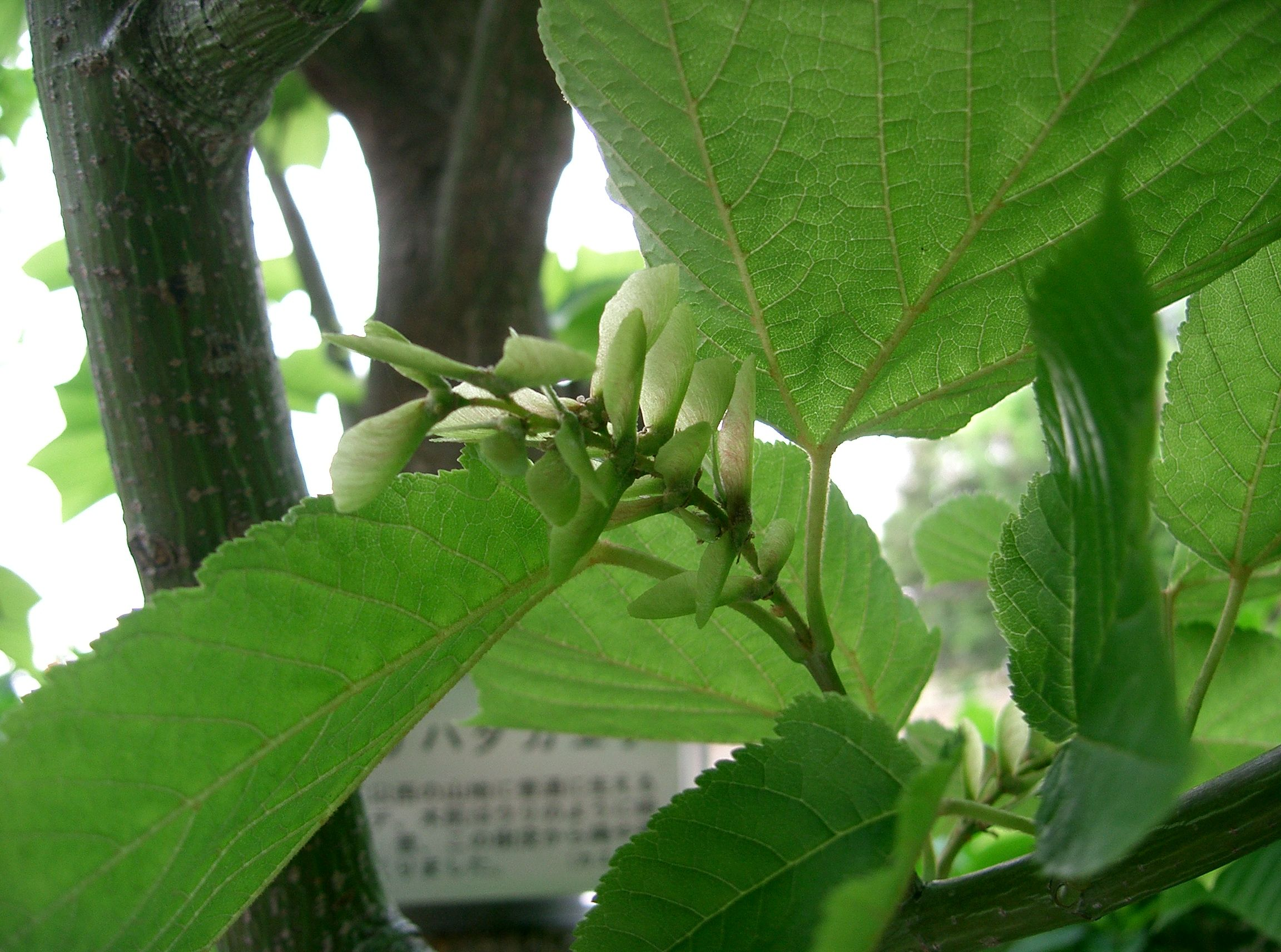
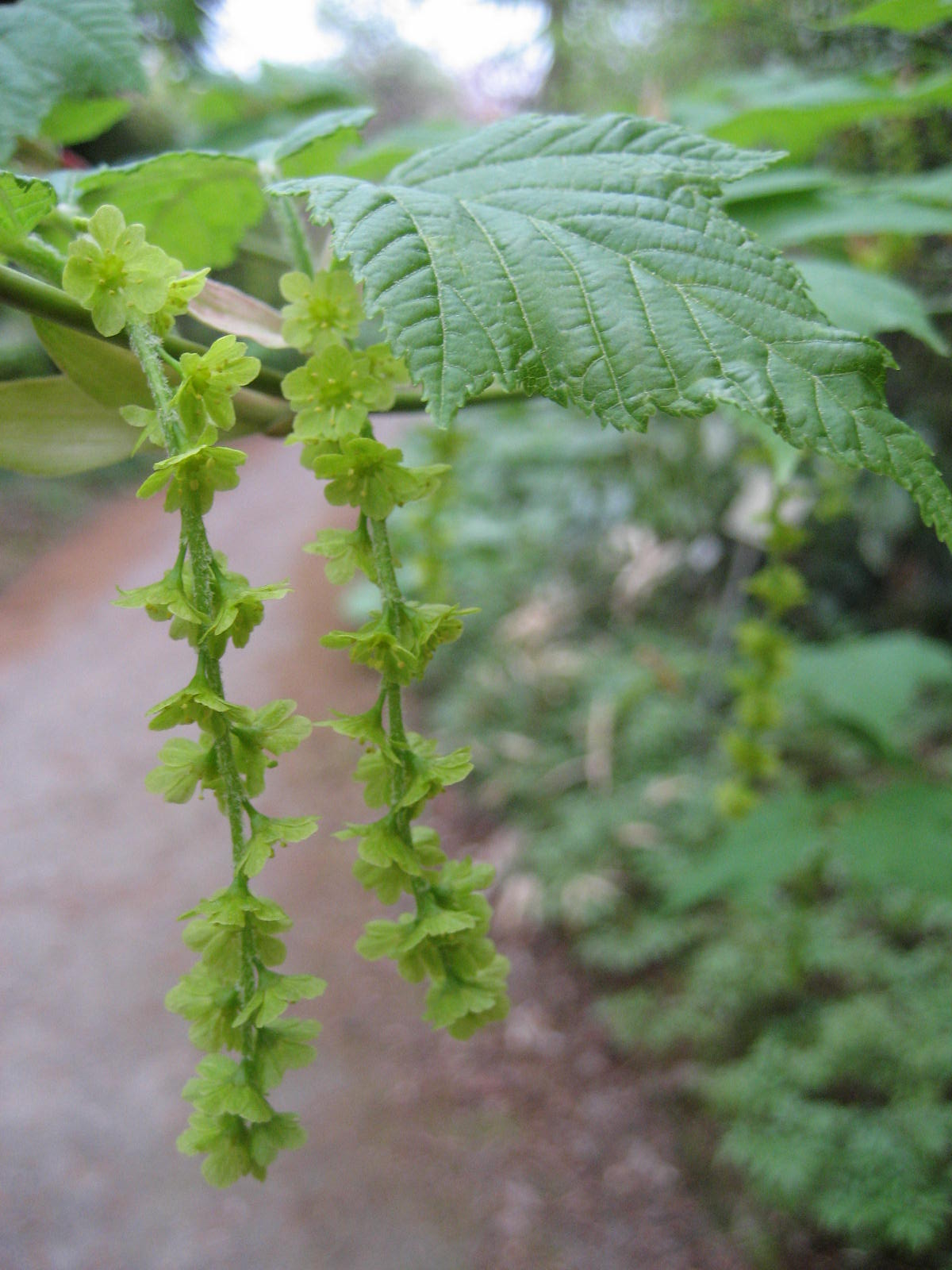